# توني شارب
توني شارب هو منافس ألعاب قوى كندي، ولد في 28 يونيو 1961 في كينغستون في جامايكا.

## وصلات خارجية
- توني شارب على موقع الاتحاد الدولي لألعاب القوى (الإنجليزية)
- توني شارب على موقع الاتحاد الكندي لألعاب القوى (الإنجليزية)
- توني شارب على موقع اللجنة الأولمبية الدولية (الإنجليزية)
- توني شارب على موقع أوليمبيديا (الإنجليزية)
- توني شارب على موقع اللجنة الأولمبية الكندية (الإنجليزية)
- توني شارب على موقع اتحاد ألعاب الكومنولث (مؤرشف) (الإنجليزية)